# کادری سیمسون
کادری سیمسون (استونیایی: Kadri Simson؛ زادهٔ ۲۲ ژانویهٔ ۱۹۷۷) سیاست‌مدار اهل استونی است. وی از سال ۲۰۱۶ تا ۲۰۱۹ وزیر امور اقتصادی و زیرساخت استونی بوده است.